# オリヴァー・クリステンセン
オリヴァー・クリステンセン（Oliver Christensen、1999年3月22日 - ）は、デンマーク・カーテミンド出身のサッカー選手。オーストリア・ブンデスリーガ・SKシュトゥルム・グラーツ所属。デンマーク代表。ポジションはゴールキーパー。

## 経歴
地元のカーテミンドBKでサッカーを初め、オーデンセBKで育成されると、2016年10月にはマンチェスター・ユナイテッドFCのトライアルに参加した。
2017年5月22日、OBと3年間のプロ契約を結ぶと、徐々にトップチームへの招集が増えていき、2018年10月22日、ブレンビーIFとのリーグ戦でトップチームデビューを果たした
2021年8月26日、ヘルタ・ベルリンと4年契約を締結した。
2023年8月10日、ACFフィオレンティーナに移籍した。
2025年8月2日、負傷離脱したダニール・フジャコフの代役としてオーストリアのSKシュトゥルム・グラーツに6ヶ月間の期限付き移籍で加入した。

## 代表歴

### 出場大会
- デンマーク代表
  - 2022 FIFAワールドカップ

### 試合数
- 国際Aマッチ 1試合 0得点（2020年）[7]

| デンマーク代表 | 国際Aマッチ | 国際Aマッチ |
| 年             | 出場        | 得点        |
| -------------- | ----------- | ----------- |
| 2020           | 1           | 0           |
| 通算           | 1           | 0           |